# 921

## Události
- 15. září – Na Tetíně byla vikinskými bojovníky Tunnou a Gommonem, najatými Drahomírou, zavražděna kněžna Ludmila.

## Narození
- ? – Edmund I., anglický král († 22. května 946)

## Úmrtí
- 13. února – Vratislav I. (* ?888), otec knížete Václava
- 15. září – kněžna Ludmila, babička knížete Václava

## Hlavy států
- České knížectví – Vratislav I./Václav I., regentství Drahomíra
- Papež – Jan X.
- Anglické království – Eduard I. Starší
  - Mercie – Eduard I. Starší
- Skotské království – Konstantin II. Skotský
- Východofranská říše – Jindřich I. Ptáčník
- Západofranská říše – Karel III.
- Uherské království – Zoltán
- První bulharská říše – Symeon I.
- Byzanc – Konstantin VII. Porfyrogennetos